# زاکاریا (کنتاکی)
زاکاریا (به انگلیسی: Zacharia) یک منطقهٔ مسکونی در ایالات متحده آمریکا است که در شهرستان لی، کنتاکی واقع شده‌است. زاکاریا ۳۷۷٫۹۶ متر بالاتر از سطح دریا واقع شده‌است.